# Tompiros

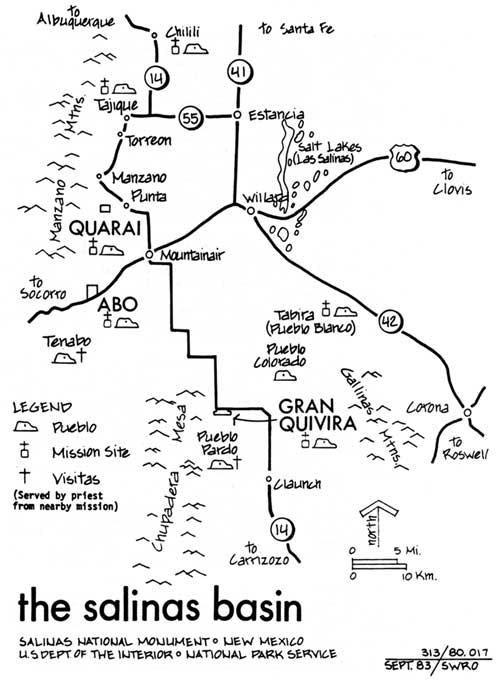
Mapa del territori dels Tompiros

Els tompiros  eren amerindis pueblo que vivien a Nou Mèxic. Vivien en diversos llogarets de tova a l'est de la vall del riu Grande a la regió de Salinas de Nou Mèxic. Els seus assentaments van ser abandonats i van ser absorbits per altres tribus indígenes en la dècada de 1670.

## Origen i idioma
Molt poc se sap sobre l'origen dels tompiros. Parlaven una llengua estretament relacionada amb la dels piro que vivien al seu oest, a la Vall del riu Grande. Es creu que els idiomes piro i tompiro pertanyien a la família lingüística kiowa-tano.
Al segle xvi els tompiro vivien en nou assentaments de Salinas agrupats al voltant de l'actual ciutat de Mountainair. Aquelles ruïnes que es conserven avui en dia són Quarai, Abo, i Gran Quivira que avui formen part del Monument Nacional Salinas Pueblo Missions. La ruïna coneguda com a Gran Quivira, coneguda durant el domini espanyol com Las Humanas, fou l'assentament més gran i potser va arribar a tenir una població de 2.000 habitants. Las Humanas i altres assentaments tompiro foren establerts potser als voltants del 1300 i eren similars culturalment als altres indis Pueblo de la vall del riu Grande. El nom tompiro per a Las Humanas era probablement Cueloze, però Juan de Oñate va anomenar l'assentament "Gran Pueblo de Las Humanas" quan el va visitar en 1598, nom que reflecteix el costum dels habitants de pintar ratlles o tatuar-se el front. Els habitants de les planures jumano van ser anomenats pel mateix nom, i les autoritats difereixen pel que fa a si estaven relacionats amb el tompiros o simplement els espanyols els donaren noms similars.
Com a indis pueblo urbanitzats i sedentaris els tompiros va viure en un clima marginal. La seva regió era a més de 6.000 peus d'altitud, prop del límit superior del clima per al cultiu de blat de moro. Tenien poca aigua superficial per a regar, les pluges eren escasses i esporàdiques, i els hiverns eren llargs i freds. Això va fer que els assentaments tompiro viables eren els pròxims als dipòsits de sal a Salinas i als ramats de bisons de les Grans Planes. Per tant, eren comerciants destacats i intermediaris de l'intercanvi de sal i pells i carn de bisó entre els indis de les planes i els pobles de la Vall del riu Grande. El tompiros també caçaven cérvol, antílop americà, i conills i recollien pinyes de pi pinyoner.

## Relacions amb els espanyols
Francisco Vásquez de Coronado no va visitar el tompiros durant la seva expedició de 1539-1542. El primer relat espanyol sobre els tompiros fou d'Antonio de Espejo en 1582-1583. Espejo va ser rebut amb recel als assentaments tompiro. En 1601, l'agressiu i brutal fundador de la colònia de Nou Mèxic, Juan de Oñate, va prendre represàlies per la mort de dos espanyols amb una incursió al tompiros que va deixar, segons un relat (probablement exagerant el fet d'armes espanyols), 900 indis morts i tres pobles destruïts.
El tompiros estaven distants dels primers assentaments espanyols a la vall del riu Grande i fins a 1627 no van rebre una missió catòlica, encapçalada pel franciscà Fra Alonso de Benavides, establit a Las Humanes. Així va començar una llarga lluita entre els missioners espanyols i el tompiros per la religió Al principi van coexistir el catolicisme i la religió Kiva del tompiros, però el 1660 els franciscans van decidir la supressió de la religió nativa.
Els primers anys de la colonització espanyola a Nou Mèxic es van caracteritzar per les fortes disputes entre les autoritats civils i els missioners, ja que cadascú intentava exercir el control -i explotar- dels indis Pueblo. Aquest conflicte va arribar a un punt àlgid amb els tompiros. En 1659 el governador Bernardo López de Mendizábal nomenà Nicolás de Aguilar com a alcalde major (magistrat) dels assentaments tompiro. Aguilar era un dur soldat mestís originari de Michoacán i va portar a terme la política del governador López a la força. Entre els dictats de López hi havia que cap indi estaria obligat a treballar pels sacerdots franciscans sense gaudir de sou i que els indis tenien dret a practicar la seva religió. També va permre els pueblo realitzar les seves danses religioses al Palau del Governador a Santa Fe, avalant així les pràctiques religioses que havien estat prohibides durant 30 anys.
Aguilar fa complir la política del Governador entre els tompiros amb l'oposició dels franciscans. Durant un hivern terriblement fred quan els franciscans van sol·licitar l'assistència dels indis per recollir llenya, Aguilar els va dir que cremessin les 600 creus de fusta que havien recollit per a les cerimònies. Aguilar va dir que era massa perillós per als indis recollir llenya per als sacerdots a causa dels apatxes que assolaven la zona. Aguilar també va permetre les danses indígenes i va ordenar participar-hi als indis cristians a participar.
Els franciscans van portar les seves queixes a les autoritats de Ciutat de Mèxic i López i Aguilar van ser acusats davant la Inquisició d'obstruir la difusió de la fe catòlica. Tots dos van ser arrestats. López va morir durant el seu judici però Aguilar va defensar-se vigorosament davant la Inquisició. No obstant això, després d'un llarg judici va ser condemnat i desterrat. L'Església havia guanyat i la seva autoritat a Nou Mèxic podria quedar sense resposta fins a 1680, quan els indis pueblo es va aixecar en massa i va expulsar els espanyols. El conflicte tindria conseqüències. Entre les principals causes de la revolta pueblo hi havia els excessos dels franciscans en la supressió de les religions tradicionals.

## Últims dies dels tompiros
Els problemes dels tompiros es multiplicaren en la dècada de 1660. Les malalties europees probablement es van cobrar un peatge pesat entre el tompiros com ho van fer entre d'altres pueblos. A més la sequera va afectar la viabilitat de l'economia tompiro. Un sacerdot va declarar en 1669: " Durant tres anys no s'ha recollit cap collita. L'any passat un gran nombre d'indis van morir de fam, jeien morts al llarg dels camins, en els barrancs, i a les seves cases. Havia pobles (per exemple, Las Humanas) on més de quatre-cents cinquanta hi van morir de fam... no hi ha una faneca de blat de moro o de blat a tot el regne". La feina requerida als tompiro per a construir esglésies i participar en cerimònies religioses catòliques els va prendre el temps que necessitaven per guanyar-se la vida incerta en un entorn difícil.
Afeblits per la sequera i les malalties, erosionata per disputes religioses, els tompiros eren també els més propers i els més vulnerables dels pueblos als atacs dels apatxes. El minvats tompiros començaren a abandonar els seus assentaments per a refugiar-se entre els parents piro cap a l'oest pel riu Grande. En 1670 els residents de Las Humanas es va traslladar a Abo. En pocs anys tots els pueblos de Salinas van ser abandonats i els tompiros van deixar d'existir com a poble diferenciat.